# Estación de Aviados
Aviados es un apeadero ferroviario situado en el municipio español de Valdepiélago en la provincia de León, pedanía de Aviados, comunidad autónoma de Castilla y León. 
Forma parte de la red de ancho métrico de Adif, operada por Renfe Operadora a través de su división comercial Renfe Cercanías AM. Está integrada dentro del núcleo de Cercanías León al pertenecer a la línea C-1f, que une la estación de León-Matallana con la estación de Cistierna. Algunos servicios se prolongan hasta la estación de Guardo-Apeadero.

## Situación ferroviaria
La estación se encuentra en el punto kilométrico 18,2 de la línea férrea de ancho métrico de Bilbao a La Robla y León (conocido como Ferrocarril de La Robla), entre las estaciones de Valcueva y Campohermoso, a 1090,9 metros de altitud. El tramo es de vía única y no está electrificado. El kilometraje se corresponde con el histórico, tomando la estación de La Robla como punto de partida. Según Adif, la denominación oficial de la línea a la que pertenece la estación es la 08-790 (Asunción Universidad-Aranguren).

## Historia
No forma parte de las estaciones originales de la línea, Su tendido ferroviario fue abierto al tráfico el 20 de junio de 1893 con la puesta en marcha del tramo Boñar-Cistierna de la línea que pretendía unir La Robla con Bilbao. No obstante, la línea no fue oficialmente inaugurada hasta el 11 de agosto de 1894 y La Robla y Bilbao no quedaron definitivamente unidas hasta 1902.
Las obras y la explotación inicial de la concesión corrieron a cargo de la Sociedad del Ferrocarril Hullero de La Robla a Valmaseda, S.A. (que a partir de 1905 pasó a denominarse Ferrocarriles de La Robla, S.A.). En 1972, FEVE asumió la explotación de la línea debido a la decadencia que padecía la misma, provocada por la falta de rentabilidad que sufrió la industria del carbón. Sin embargo, bajo el mandato de la empresa pública la explotación empeoró y la línea se cerró en 1991. Esta medida no fue bien aceptada por los vecinos de las zonas afectadas que pidieron su reapertura. A partir de 1993, la línea comenzó a prestar servicio por tramos y el 19 de mayo de 2003, merced a un acuerdo con el Gobierno de Castilla y León, se reanudó el tráfico de viajeros entre León y Bilbao.
El 1 de enero de 2013, se disolvió la empresa FEVE en un intento del gobierno por unificar vía ancha y estrecha, encomendándose la titularidad de las instalaciones ferroviarias a Adif y la explotación de los servicios ferroviarios a Renfe Operadora, distinguiéndose la división comercial de Renfe Cercanías AM para los servicios de pasajeros y de Renfe Mercancías para los servicios de mercancías.

## La estación
Se encuentra a unos 650 metros al sur de la localidad por carretera local estrecha. La estación está anexa a un paso a nivel con barreras, por donde tiene la rampa de acceso. No dispone de aparcamiento. El andén lateral se sitúa a la izquierda de las vías en kilometraje ascendente. Únicamente dispone de un refugio de mampostería con techado metálico, típico de los nuevos apeaderos de la línea puestos en servicio con la reapertura de la línea. Frente al andén discurre la única vía principal. El acceso también se puede realizar por un desvío de la carretera autonómica CL-626, recorriendo unos 200 metros.

## Servicios ferroviarios

### Cercanías
Forma parte de la línea C-1f (León - Cistierna) de Cercanías León. Las circulaciones que prestan servicio a esta estación son las que realizan el recorrido hasta Cistierna efectuando parada en todas las estaciones del recorrido. La frecuencia que presenta es de 6 trenes diarios por sentido, tanto los días laborables como los sábados y festivos. Algunos servicios prolongan el recorrido desde León hasta Guardo-Apeadero.
Las conexiones ferroviarias entre Aviados y el resto de estaciones de la línea, para los trayectos de cercanías, se efectúan con composiciones serie 2700 y de la serie 2600.
| Línea | Origen/Destino  | Paradas intermedias | Destino/Origen |
| ----- | --------------- | --- | -------------- |
|       | Guardo Apeadero | Guardo · La Espina · Valcuende · Puente Almuhey · Cerezal de la Guzpeña · Prado de la Guzpeña · La Llama de la Guzpeña · Valle de las Casas · Sorriba · Cistierna · Yugueros · La Ercina · Barrillos · La Devesa · La Losilla · Boñar · Barrio de las Ollas · La Mata · Otero · Valdepiélago · La Vecilla · Campohermoso · Aviados · Valcueva · Robles · Matallana · Naredo · Pardavé · Pedrún · Matueca · Manzaneda · Garrafe · Valderilla · Palazuelo · San Feliz · Villasinta · Villaquilambre · La Raya · Villa Romana · Asunción/Universidad · Hospitales · Ventas/San Mamés | León-Matallana |